# Ritratto di Albrecht Dürer il Vecchio (Uffizi)
Il Ritratto di Albrecht Dürer il Vecchio (Ritratto del padre) è un dipinto a olio su tavola (47x39 cm) di Albrecht Dürer, databile al 1490 circa e conservato negli Uffizi a Firenze. L'opera è siglata e datata 1490, ma si pensa che tale indicazione sia stata aggiunta in epoca successiva. L'opera è accoppiata a un Ritratto della madre conservato nel Germanisches Nationalmuseum di Norimberga. Esiste inoltre un altro ritratto del padre nella National Gallery di Londra, databile al 1497.

## Storia
Il ritratto venne probabilmente eseguito alla vigilia della partenza dell'artista da Norimberga, diretto nelle città renane e nei Paesi Bassi, ed è una delle sue prime prove pittoriche conosciute.
Il dittico dei ritratti dei genitori tra il 1588 e il 1628 venne diviso: l'effigie del padre, forse venduta da Willibald Imhoff di Norimberga, entrò nella collezione dell'imperatore Rodolfo II e da qui giunse in possesso dei granduchi di Toscana, rimanendo da allora a Firenze; quello della madre venne riscoperto solo nel 1979 nel museo di Norimberga. Il fatto che le due opere formassero un dittico è avvalorato anche dal fatto che sul retro del ritratto paterno l'artista dipinse gli stemmi Dürer-Holper. Inoltre conferma l'abbinamento anche il numero di inventario della collezione Imhoff, posto sul retro, e le analogie formali.
Nel 1675 il ritratto fiorentino è annoverato tra le opere del cardinale Leopoldo de' Medici e nel 1677 era inventariato nel Guardaroba Granducale. Passò in seguito alla villa di Poggio Imperiale e dal 1773 approdò agli Uffizi.

## Descrizione e stile
Il padre di Dürer è ritratto a mezza figura, girato di tre quarti verso sinistra su sfondo scuro, verdastro. Le mani, che reggono un rosario con grani rossi, sono ben evidenti, in ossequio ai modelli della pittura fiamminga. L'abbigliamento dell'uomo è tipico dei paesi freddi, con un cappello di pelliccia, un'ampia casacca pure foderata di pelo, una casacca scura e un laccio al collo. Lo sguardo è intenso e rivolto a sinistra, verso la moglie. Il cappello quasi nero del marito è complementare al bianco splendente della cuffia in lino della madre.
Il disegno e il modellato rivelano una notevole qualità artistica.

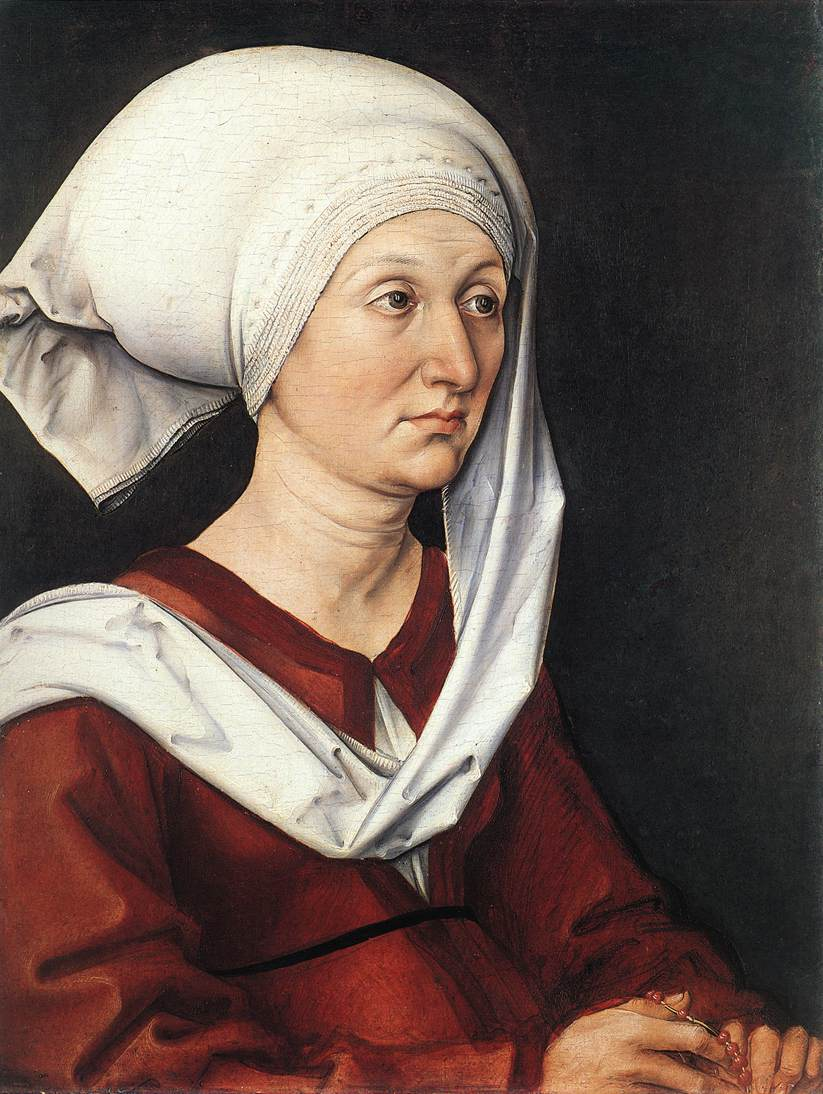
Ritratto di Barbara Holper
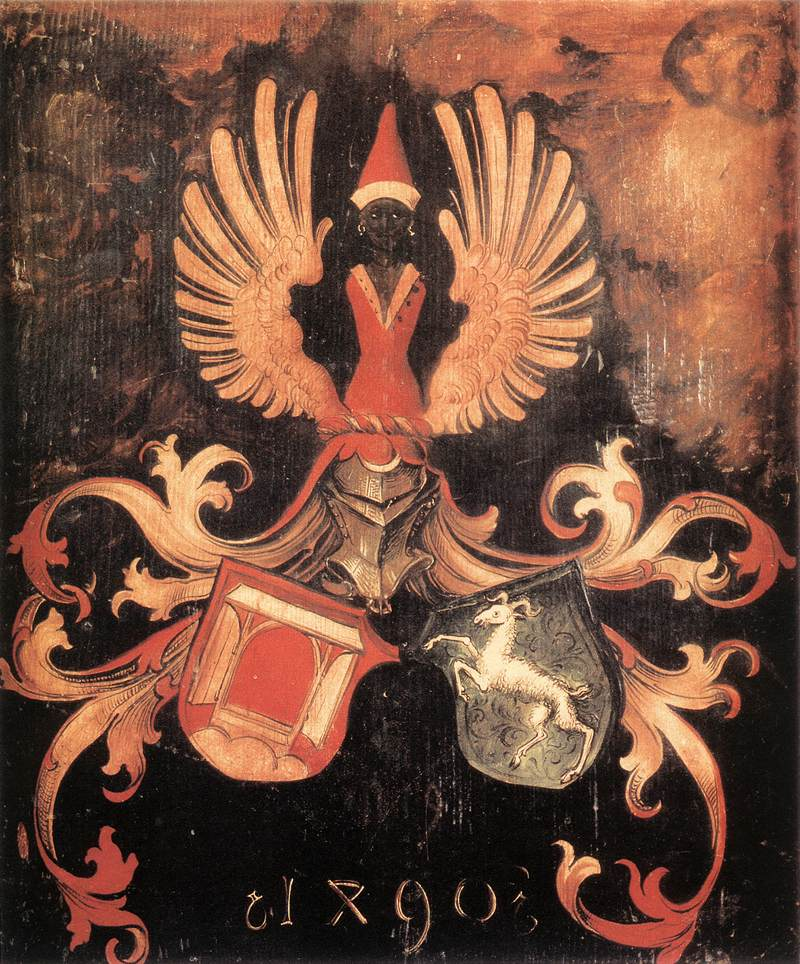
Retro del dipinto
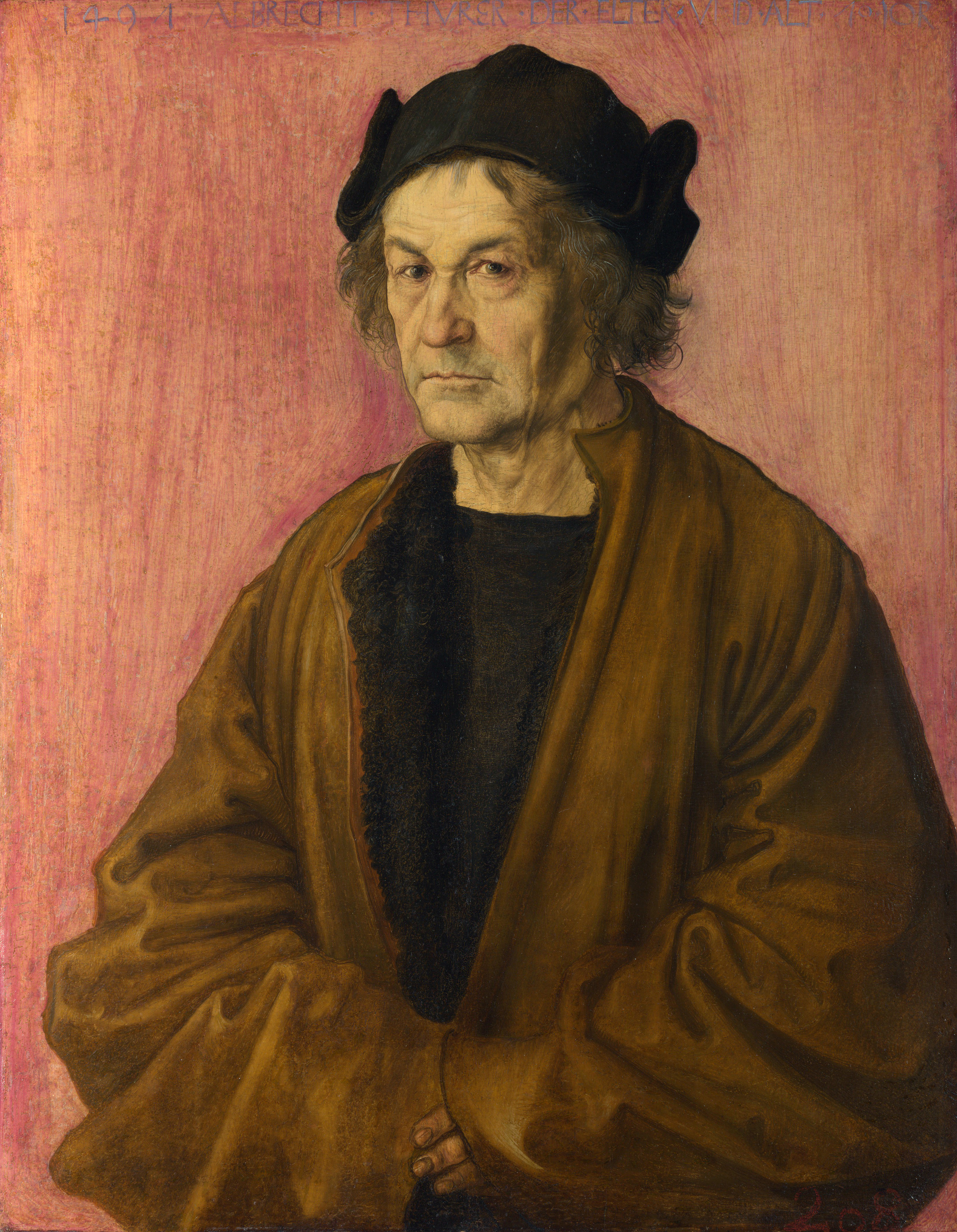
Ritratto di Albrecht Dürer il Vecchio (Londra)